# Shelly Beach (strand i Australien, New South Wales, lat -33,37, long 151,50)
Shelly Beach är en strand i Australien. Den ligger i delstaten New South Wales, i den sydöstra delen av landet, omkring 61 kilometer nordost om delstatshuvudstaden Sydney.
Genomsnittlig årsnederbörd är 1 393 millimeter. Den regnigaste månaden är februari, med i genomsnitt 222 mm nederbörd, och den torraste är juli, med 42 mm nederbörd.